# Isola del Gran Sasso d'Italia
Isola del Gran Sasso d'Italia es un municipio situado en el territorio de la Provincia de Teramo, en Abruzos (Italia).

## Origen del nombre
El municipio era una isla circundada por los ríos Ruzzo y Mavone en su origen.

## Historia
En los alrededores del municipio se conservan restos del periodo neolítico. Sin embargo, los primeros registros referentes a la localidad con su nombre actual corresponden al siglo XI, cuando uno de sus habitantes realizó la donación de una propiedad a la Catedral de Téramo.
En 1120, Bernardo da Pagliara, obispo de Téramo, da en feudo el castillo a los condes de Aprutium a cambio de la defensa y protección de catedral de Teramo. En 1150, el castillo se encuentra en las posesiones de Oderisio di Collepietro, nuevo feudatario de Pagliara. Alrededor de 1215, según una tradición nunca desmentida, Francisco de Asís funda un monasterio que permaneció activo hasta la supresión napoleónico. Posteriormente, el templo deriva hasta convertirse en el actual Santuario de San Gabriel.
En 1419 se redactan los estatutos de la Università dell'Isola, el único documento en el dialecto de la zona. Ese mismo año, el municipio es dado en feudo a Francesco Riccardi de Ortona y poco después a Antonello Petrucci. Tras la Conjura de los Barones, la casa de Orsini se hace con el poder. En 1495, el castillo es tomado por el conde de L'Aquila y permanece entre sus posesiones hasta 1499. 
En 1526, tras la entrada de los españoles en Italia, el feudo pasa a manos de Fernando de Alarcón. En 1559, se instituye la figura de un oficial con competencia juridiccional para asegurar el orden público en el municipio y en las tierras de alrededor. En 1644, a través de las actas notariales, se tiene testimonio de la existencia de un hospital en la iglesia de San Antonio.
La casa de Mendoza logra el control del municipio, que permanece entre sus posesiones hasta la abolición en el Reino de Nápoles del sistema feudal en 1806 por José I Bonaparte. En 1821, surge en la localidad un núcleo de carbonarios. En 1843, el escritor e ilustrador inglés Edward Lear deja testimonio de su visita al municipio.
A partir de 1861, después de la unidad de Italia, se registran episodios de bandolerismo que convierten a Isola en uno de los centros de acción de este fenómeno junto a Civitella del Tronto y Rocca di Cambio. En 1863, el municipio toma su nombre actual.
El 5 de septiembre de 1950 se registra un terremoto que provoca importantes daños. El terremoto de L'Aquila de 2009 también afecta gravemente al municipio.

## Demografía
| Gráfica de evolución demográfica de Isola del Gran Sasso d'Italia entre 1861 y 2001 |
|                                                                                     |
| Fuente ISTAT - elaboración gráfica de Wikipedia                                     |